# 魔雪奇幻之旅
魔雪奇幻之旅（英語：Frozen Ever After）是華特迪士尼世界度假區的EPCOT，香港迪士尼樂園，東京迪士尼海洋和華特迪士尼影城上可逆轉的激流遊樂設施。 該景點是EPCOT世界展示區挪威館的一部分，也是香港迪士尼樂園中的魔雪奇緣世界的一部分，其特色是受迪士尼動畫電影《冰雪奇缘》和《冰雪奇缘2》以及2015年動畫短片《冰雪奇緣：生日驚喜》的啟發。 它於2016年6月21日開幕，並使用相同的小船和類似的軌道佈局取代以前的遊樂設施（Maelstrom）。 該遊樂設施已於香港迪士尼樂園開幕。東京迪士尼海洋則是2024年6月6日在新園區「夢幻泉鄉」開始營運，並命名為《Anna and Elsa's Frozen Journey（安娜與艾莎的冰雪旅程）》，順序上與其他迪士尼樂園大致相同，將主打歌《放開手（Let it Go）》分為三幕呈現，並刪除了短片《冰雪奇緣：生日驚喜》之部分，以第一季結局畫面作結尾，並全程使用日語呈現。

## 外部連結
- Frozen Ever After （页面存档备份，存于）
- Anna and Elsa's Frozen Journey （页面存档备份，存于）